# 野崎組
野崎組（のざきぐみ）は、三重県伊勢市に本部を置く暴力団で、指定暴力団山口組の三次団体。上部団体は弘道会。
2008年までは山口組の直系組織（二次団体）であった。山口組内の系統的には「小西一家系統」に属している。

## 略歴
四代目山口組若中井上組組長井上治幸が引退する。
井上組副組長野崎圓は、五代目山口組発足時、野崎組組長として五代目山口組に昇格した。
2008年4月、野崎組組長野崎圓が引退する。
木村晃司は、二代目弘道会に参画して、二代目野崎組組長を襲名した。

## 歴代

### 初代：野崎圓
1934年6月20日生。伊勢の旧家の出身で、地元を本拠に愚連隊を率いていた若年の頃、井上治幸と出会ったのをきっかけに暴力団界入り。この井上治幸は小西音松率いる小西一家で若頭や総長代行の役を務め、のちに三重県下初の山口組直参となった人物であった。その井上率いる井上組で長年にわたり副組長の座にあった野崎であったが、病気を理由とした井上の引退と組の解散に伴い、その地盤を継承。そして1989年における五代目山口組の発足と同時に、渡辺五代目の親子盃を受け山口組の直参へ。山口組中部ブロックの重鎮として活動し、やがて2008年に引退。
同じく三重県内の山口組直参であった伊勢志摩連合会の三谷省一会長もちょうど同時期に引退し組織を解散したため、これにて同県内の山口組直系組織は愛桜会だけとなった。

### 二代目：木村晃司
野崎圓の引退に伴い組織を継承。